# حاجی‌محمودلو (یولاخ)
حاجی‌محمودلو (به لاتین: Hacımahmudlu) منطقه‌ای مسکونی در جمهوری آذربایجان است که در شهرستان یولاخ واقع شده است.